# Baga del Traver
La Baga del Traver és una obaga del terme municipal de Sant Quirze Safaja, a la comarca del Moianès.
És a llevant del terme de Sant Quirze Safaja, en el del poble de Bertí. Es troba en el vessant septentrional de la Putjota Petita i de la Putjota Gran, al nord-oest de la masia del Traver, al nord dels Camps del Traver i a l'esquerra del torrent de Cal Mestret.